# Zoarces

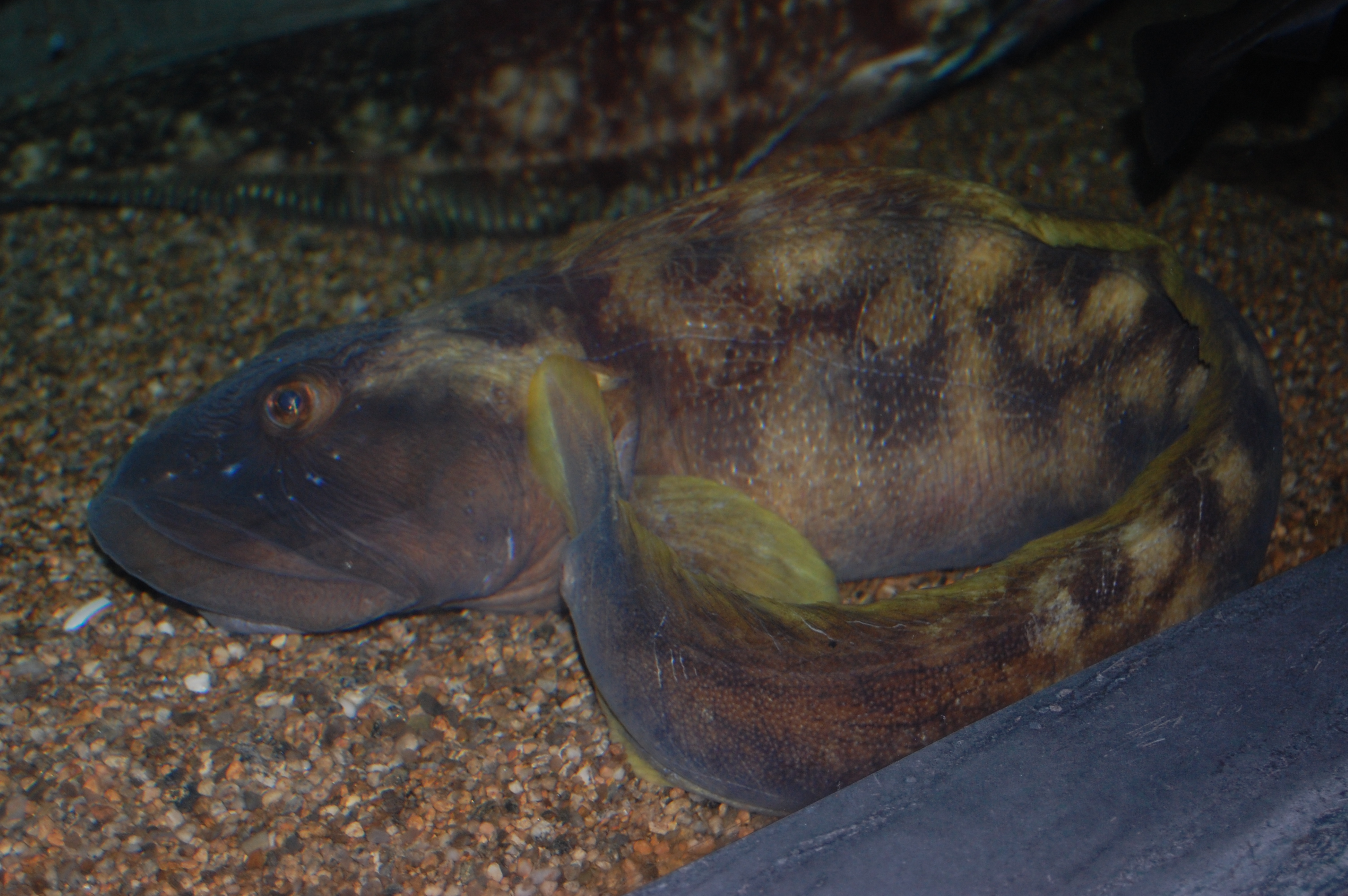
Zoarces americanus

Zoarces è un genere di pesci ossei marini appartenenti alla famiglia Zoarcidae.

## Distribuzione e habitat
Questo genere è diffuso nelle aree temperate, fredde e polari dell'Oceano Atlantico e del Pacifico settentrionali.

Lungo le coste atlantiche europee a sud fino al Portogallo è presente Z. viviparus. Sono del tutto assenti dal mar Mediterraneo.

Di solito popolano fondali duri a bassa profondità, talvolta anche nella zona intertidale, ma possono scendere fino a qualche centinaio di metri di profondità.

## Riproduzione
I membri del genere sono ovovivipari, unici tra gli Zoarcidae.

## Specie
Al genere appartengono 6 specie:
- Zoarces americanus
- Zoarces andriashevi
- Zoarces elongatus
- Zoarces fedorovi
- Zoarces gillii
- Zoarces viviparus